# إيثان تريسي
إيثان تريسي (بالإنجليزية: Ethan Tracy)‏ هو لاعب غولف أمريكي، ولد في 10 نوفمبر 1989 في كولومبوس في الولايات المتحدة.

## وصلات خارجية
- إيثان تريسي على موقع رابطة لاعبي الغولف المحترفين (الإنجليزية)
- إيثان تريسي على موقع التصنيف العالمي الرسمي للغولف (الإنجليزية)